# Coominya
Coominya is een plaats in de Australische deelstaat Queensland en telt 467 inwoners (2006).

## Galerij

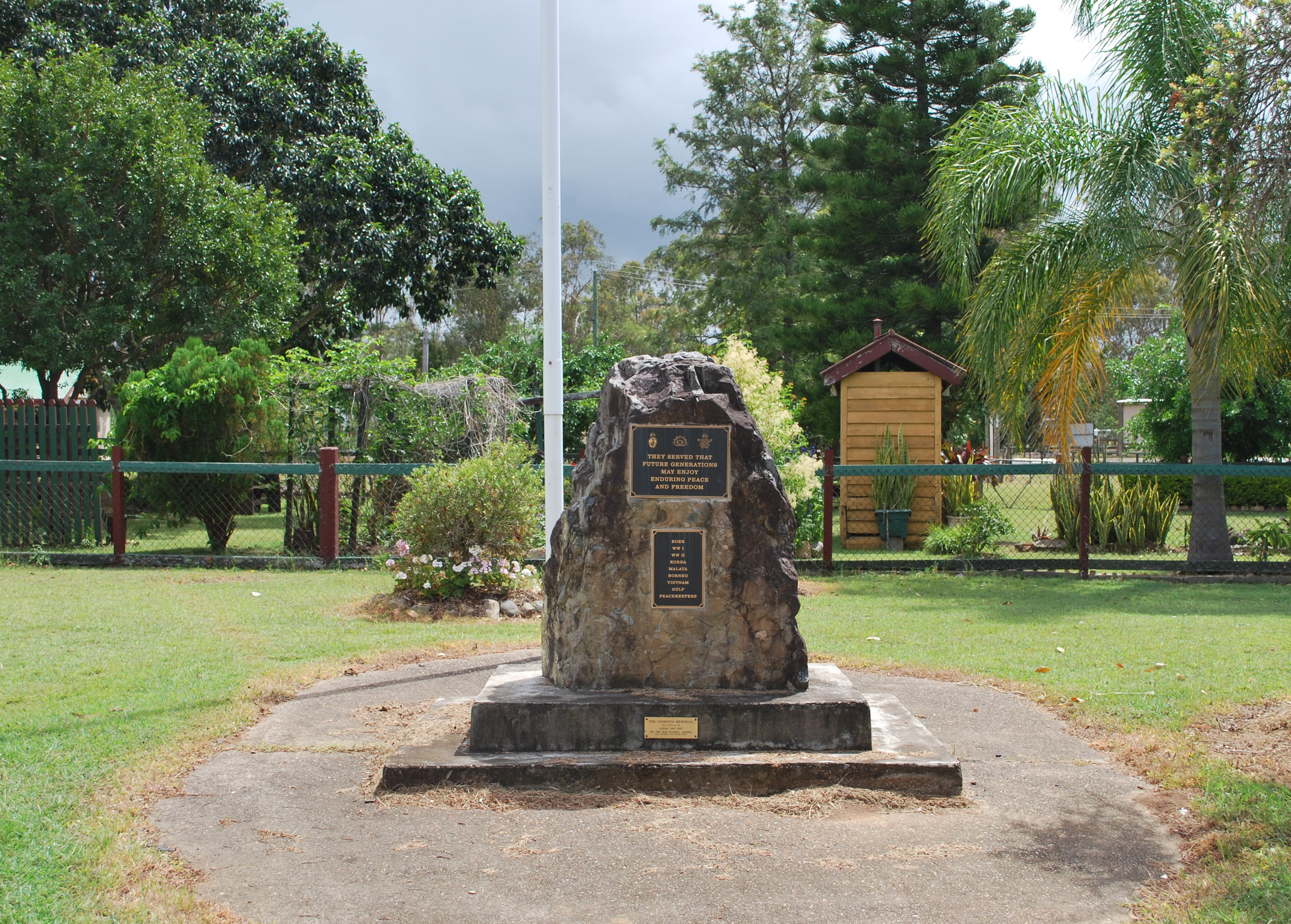
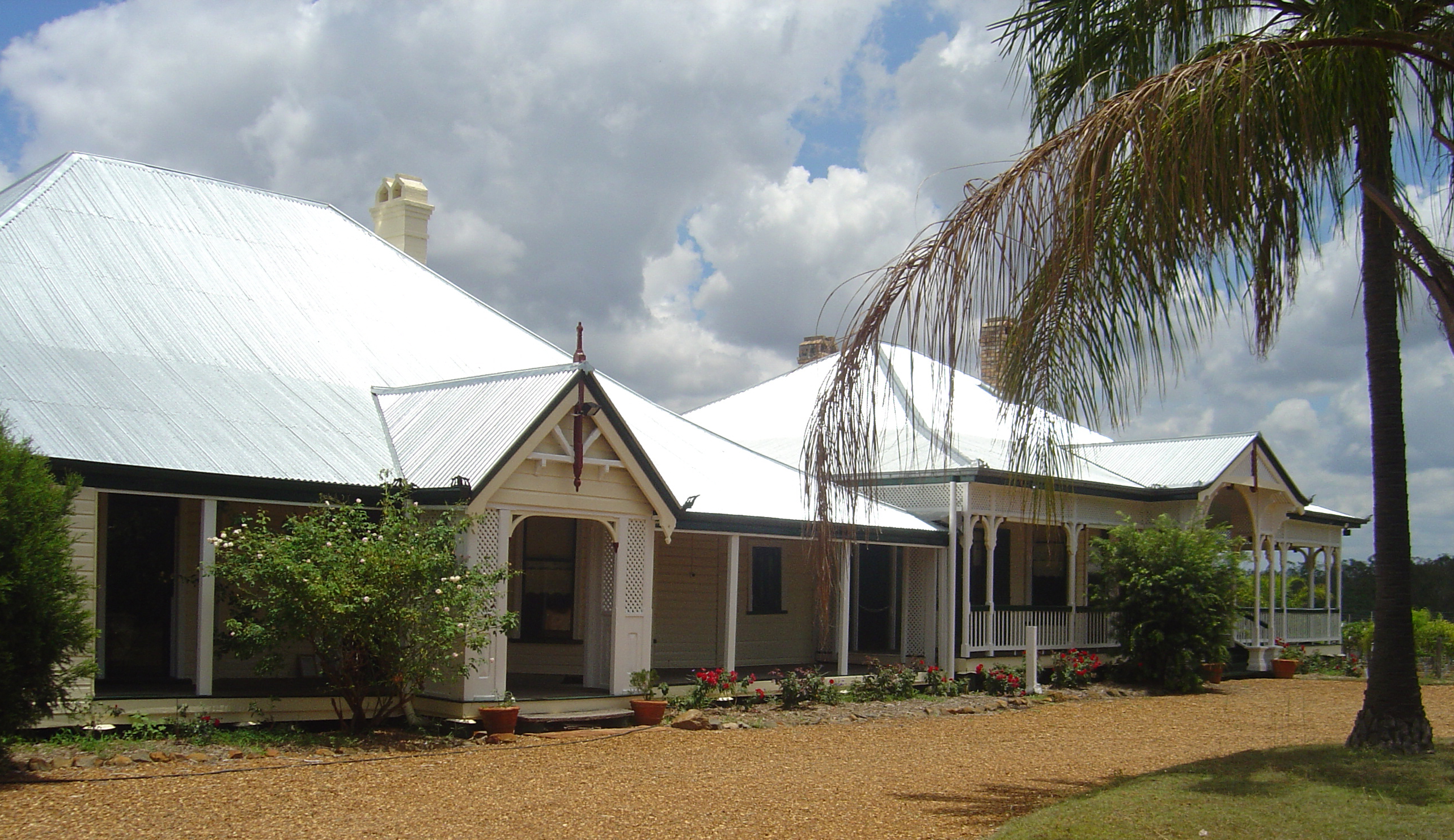
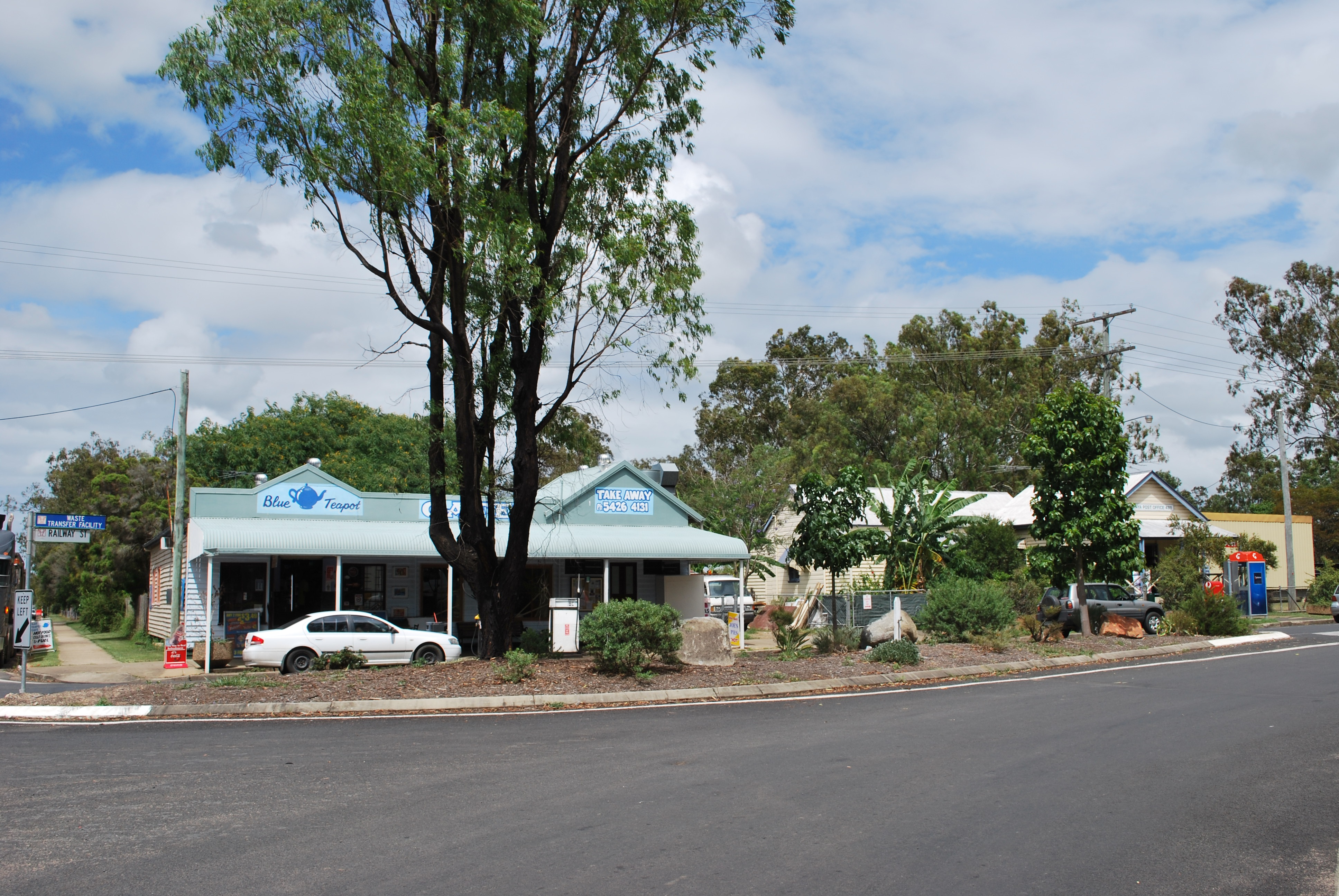